# Майерхофер, Штефан
Ште́фан Майерхо́фер (нем. Stefan Maierhofer; род. 16 августа 1982, Габлиц, Вин-Умгебунг) — австрийский футбольный нападающий и тренер.

## Клубная карьера
Майерхофер по специальности повар. Он перешёл в стан дубля «Баварии» из скромного австрийского клуба «Лангенрор» в июле 2005 года. За два сезона в молодёжной команде мюнхенского клуба он забил 21 мяч в 42 матчах.
После этого целый 2007 год он скитался по клубам низших дивизионов Германии, пока его однажды не отдали в аренду в венский «Рапид». За полугодичный срок аренды он забил там 7 голов в 11 матчах и помог выиграть клубу национальный чемпионат, после чего «Рапид» выкупил игрока у клуба «Кобленц». Сезон 2008/09 стал лучшим для Майерхофера, когда он с 27 мячами стал одним из лучших бомбардиров Австрийской Бундеслиги, помог клубу пробиться в групповой этап Лиги чемпионов, а также впервые получил вызов в национальную команду Австрии.
В 2009 года форварда купил английский клуб «Вулверхэмптон Уондерерс», однако там он так и не заиграл, поэтому его отдавали в аренду сначала в «Бристоль Сити», а потом в «Дуйсбург».
23 августа 2011 Майерхофер подписал контракт с клубом «Ред Булл» сроком на 2 года. В сезоне 2011/12 он во второй для себя раз выиграл Бундеслигу, а вдобавок с 14 мячами стал лучшим бомбардиром чемпионата на пару с Якобом Янчером, у которого на счету тоже было 14 голов.
3 января 2013 года Майерхофер официально стал игроком «Кёльна».
В январе 2017 года Штефан Майерхофер вернулся в Австрию, подписав контракт с «Маттерсбургом». 11 сентября 2018 года футболист подписал контракт с «Арау», клубом швейцарской Челлендж-Лиги. В январе 2020 года Майерхофер перешел в австрийский клуб «Сваровски Тироль».

## В сборной
За сборную сыграл 19 матчей и записал на свой счет 1 гол. Дебютировал  за национальную команду в товарищеском матче против итальянцев. Это случилось 20 августа 2008 года.

## Достижения
«Рапид» (Вена)
- Чемпион Австрии: 2007/08

«Ред Булл» (Зальцбург)
- Чемпион Австрии: 2011/12